# نادية خياري
نادية خياري، هي فنانة و رسامة و استاذة تونسية، أصيلة مدينة تونس, من مواليد 1973. عرفت نادية برسم 'الهرة ويليس' إبان الثورة التونسية أو ما عرف بثورة الياسمين سنة 2010.
تعتبر نادية الرسم الكاريكاتوري الساخر هو وسيلة لدفاع عن الديمقراطية من خلال الفكاهة السوداء. واشتهرت بجرأتها الكبيرة في إنتقاد السياسين والحكومات التونسية بهدف تشخيص وقائع الحياة اليومية.